# Плутарх (візантійський єпископ)
Плутарх (грец. Πλούταρχος) — Візантійський єпископ у 89–105 роках.
Плутарх провів шістнадцять років на візантійському престолі Візантії, після смерті єпископа Полікарпа І. У 98 році під час його єпископства почалося переслідування християн імператором Траяном. Як і його попередники, був похований у соборі Аргіруполіс.